# وزیر میراث فرهنگی، گردشگری و صنایع دستی
وزیر میراث فرهنگی، گردشگری و صنایع دستی وزیر وزارت‌خانهٔ میراث فرهنگی و یکی از اعضای هیئت دولت جمهوری اسلامی ایران است.

## فهرست
| ر. | نام            | نام                             | نگاره         | آغاز تصدی     | پایان تصدی     | دولت    | رئیس دولت | م.    |
| -- | -------------- | ------------------------------- | ------------- | ------------- | -------------- | ------- | --------- | ----- |
| ۱  |                | علی‌اصغر مونسان (زادهٔ ۱۳۴۹)      |               | ۳۰ مرداد ۱۳۹۸ | ۱۲ شهریور ۱۳۹۸ | دوازدهم | روحانی    | [ ۴ ] |
| ۱  | ۱۲ شهریور ۱۳۹۸ | علی‌اصغر مونسان (زادهٔ ۱۳۴۹)      | ۳ شهریور ۱۴۰۰ | [ ۵ ]         |                | دوازدهم | روحانی    |       |
| ۲  |                | سید عزت‌الله ضرغامی (زادهٔ ۱۳۳۸)  |               | ۳ شهریور ۱۴۰۰ | ۳۱ مرداد ۱۴۰۳  | سیزدهم  | رئیسی     | [ ۶ ] |
| ۳  |                | سید رضا صالحی امیری (زادهٔ ۱۳۴۰) |               | ۳۱ مرداد ۱۴۰۳ | متصدی          | چهاردهم | پزشکیان   | [ ۷ ] |